# Calyptranthes lucida
Calyptranthes lucida är en myrtenväxtart som beskrevs av Carl Friedrich Philipp von Martius och Dc.. Calyptranthes lucida ingår i släktet Calyptranthes och familjen myrtenväxter.

## Underarter
Arten delas in i följande underarter:
- C. l. lucida
- C. l. polyantha